# 施沃布别墅
施沃布别墅（Villa Schwob）又名土耳其别墅（Villa Turque），位于瑞士拉绍德封，由著名建筑师勒·柯布西耶设计。1912年，手表制造商阿纳托尔·施沃布委托建造这座房屋。1916年完工。1986年，勒·柯布西耶的这件早期杰作被玉宝集团（Ebel）收购，以庆祝成立75周年， 用以提醒其核心价值观，并作为品牌“取之不尽的灵感来源”。

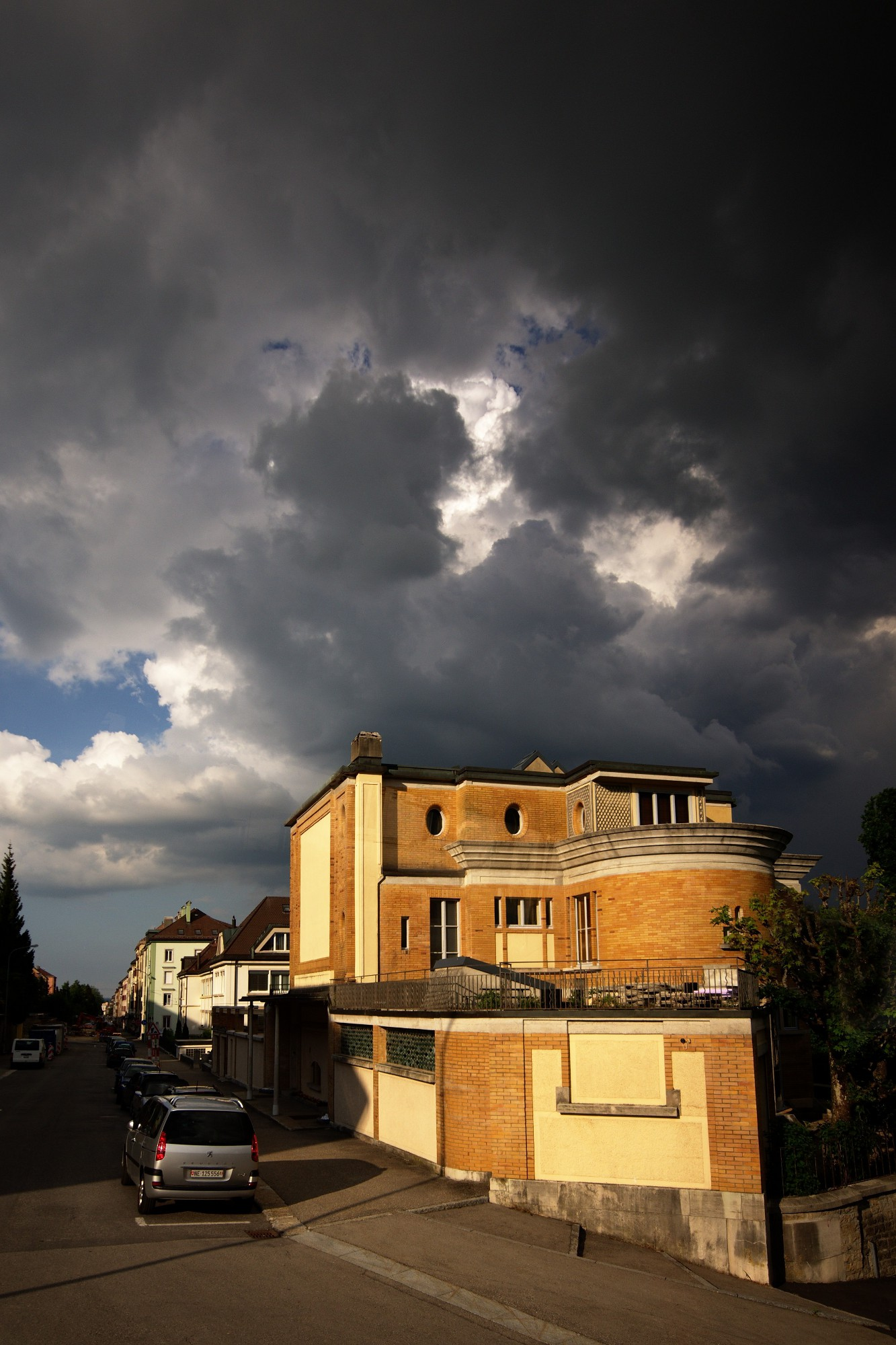

别墅采用东方风格。勒·柯布西耶首次在该建筑中使用“规线”设计原则。这是他在拉绍德封最著名、最引人注目的作品。富有象征意味，以及复杂的技术和美学特征。这是他前往巴黎之前最有成就的作品。